# Sacrificio di sangue
Sacrificio di sangue è un romanzo del 2006 di Darren Shan, quarto libro della serie Demonata. Il protagonista del libro, ambientato nell'Irlanda del 1600, è Bec. Questo libro segna la fine della prima parte della serie, dove vengono introdotti i tre protagonisti.

## Trama
Una "semplice bambina" chiamata Barn, che può correre incredibilmente veloce, arriva alla fortezza di Bec assediata dai demoni e inizia un viaggio insieme ad un gruppo di combattenti: Connla; Goll, un vecchio guerriero; Lorcan e Ronan, due gemelli adolescenti; Fiachna il fabbro; e Orna, una guerriera.
Durante il viaggio, il gruppo viene attaccato dai demoni, ma fortunatamente riesce a nascondersi in prossimità di alcune antiche calamite che li protegge con una potente magia antica. Alla fine, Bran li porta in un crannóg disabitato, fatta eccezione per un druido: Drust.
Il druido racconta al gruppo di un portale per il mondo dei demoni e di come intende distruggerlo. Decidono di seguirlo.
Il gruppo trova alcuni cavalli che li aiuteranno a trovare la loro destinazione in tempo, ma Fiachna viene abbandonato a causa di una ferita.
Bec riesce a intrappolare Bran attraverso il tunnel chiudendolo all'ultimo momento con le ultime risorse di magia, ma viene intrappolata a sua volta. Poco dopo Lord Loss appare per dire a Bec che quando assorbì la sua energia alcuni giorni prima, la destinò alla chiusura del tunnel. Questo perché Lord Loss è unico tra demoni, in quanto invece di voler abbattere tutti gli umani nel mondo, preferisce prolungare la sofferenza più a lungo possibile. Se il tunnel fosse rimasto aperto, invece, innumerevoli altri demoni avrebbero attraversato e distrutto tutta l'umanità nel giro di poche settimane. Dopo aver detto questo a Bec, Lord Loss le ricorda del geis che aveva messo su di lei, e che è vincolato con la sua parola di ucciderla. Bec, senza alcuna difesa magica, viene facilmente sopraffatta e uccisa.

## Edizioni
- Darren Shan, Sacrificio di sangue, traduzione di S. Marcolini, Mondadori, 2008.